# Porrera
Porrera est une commune de la province de Tarragone, en Catalogne, en Espagne, de la comarque de Priorat.